# Madison (Missouri)
Madison és una població dels Estats Units a l'estat de Missouri. Segons el cens del 2000 tenia 586 habitants.

## Demografia
Segons el cens del 2000, Madison tenia 586 habitants, 258 habitatges, i 176 famílies. La densitat de població era de 502,8 habitants per km².
Dels 258 habitatges en un 32,6% hi vivien nens de menys de 18 anys, en un 54,3% hi vivien parelles casades, en un 10,1% dones solteres, i en un 31,4% no eren unitats familiars. En el 29,8% dels habitatges hi vivien persones soles el 16,7% de les quals corresponia a persones de 65 anys o més que vivien soles. El nombre mitjà de persones vivint en cada habitatge era de 2,27 i el nombre mitjà de persones que vivien en cada família era de 2,77.
Per edats la població es repartia de la següent manera: un 24,4% tenia menys de 18 anys, un 8% entre 18 i 24, un 26,5% entre 25 i 44, un 22,5% de 45 a 60 i un 18,6% 65 anys o més.
L'edat mediana era de 38 anys. Per cada 100 dones de 18 o més anys hi havia 82,3 homes.
La renda mediana per habitatge era de 28.125 $ i la renda mediana per família de 35.875 $. Els homes tenien una renda mediana de 29.375 $ mentre que les dones 19.327 $. La renda per capita de la població era de 15.128 $. Entorn del 10,6% de les famílies i el 14,7% de la població estaven per davall del llindar de pobresa.

## Poblacions més properes
El següent diagrama mostra les poblacions més properes.